# Ivy Latimer
Ivy Joy Latimer (Ventura, 1 de dezembro de 1994) é uma atriz estadunidense mais conhecida por interpretar Nixie na série de televisão, Mako Mermaids, e Angela Carlson na série infantil Me and My Monsters.

## Vida pessoal e carreira
Ivy Latimer participou da Hunter School of Performing Arts na Broadmeadow, em 2007 participou juntamente com alguns colegas, no festival de cinema amador Shoot Out, conquistando o segundo lugar na categoria de 18 anos.
De 2002 a 2003 ele foi convidado a participar de White Blue Collar, onde interpretou Lele. De 2004 a 2006, ele apareceu em sete episódios da série de televisão Love My Way como Ashley McClusky, e 2010-2011 ele retratou Angela Carlson, uma garota que odeia monstros na série Me and My Monsters. 
Em maio de 2012  ela conseguiu o papel de Nixie, um dos papéis principais de Mako Mermaids, um spin -off de H2O: Just Add Water.
Em julho de 2014, ele foi o apresentador da programa de televisão, Studio 3.
Em agosto de 2021 ele se assumiu publicamente como transgênero em seu Instagram por meio de uma história destacada no Instagram chamada Very Trans.

## Filmografia
| Ano     | Título             | Papel             | Nota                                    |
| ------- | ------------------ | ----------------- | --------------------------------------- |
| 2002    | All Saints         | Madelaine James   | Episódio 5.03: "In the Lap of the Gods" |
| 2002    | White Collar Blue  | Lel               | Recorrente (14 episódios)               |
| 2003    | Grass Roots        | Chantelle         | Episódio 2.07: "Youth"                  |
| 2004    | The Cooks          | Isabella          | Episódio 1.06: "The Gingerbread Man"    |
| 2005    | Home and Away      | Olivia Richards   | 9 episódios                             |
| 2004-06 | Love My Way        | Ashley McCluskey  | 7 episódios                             |
| 2009    | Franswa Sharl      | Cassie Bishop     | Curta                                   |
| 2009    | Accidents Happen   | Linda Conway      | Filme                                   |
| 2010–11 | Me and My Monsters | Angela Carlson    | Principal (26 episódios)                |
| 2011    | Underbelly: Razor  | Constance Solomon | Episódio 8: "A Big Shivoo"              |
| 2013    | Mako Mermaids      | Nixie             | Principal (26 episódios)                |